# Gransjön
Gransjön is een meer in de gemeente Vilhelmina in Lapland en maakt deel uit van het stroomgebied van de Lögdeälven. Het meer heeft een oppervlakte van 3,36 vierkante kilometer en ligt 496 meter boven zeeniveau. Gransjön ligt in het Natura 2000-gebied van de Lögdeälven. Het water van het meer wordt afgevoerd door de rivier Lögdeälven (Lögdan).